# Hana Autengruberová-Jedličková
Hana Autengruberová–Jedličková křtěná Johanna Paula Barbora (22. dubna 1888 Praha – 18. února 1970) byla česká malířka, grafička a ilustrátorka.

## Život
Otec Hany byl JUDr. Bedřich Jedlička (15. 10. 1857 Hoříněves) z Prahy, matka Johanna Jedličková-Danešová z Malešova (7. 12. 1864), vzali se 4. 6. 1887. Měla dva mladší bratry JUDr. Bedřicha Jedličku (28. 12. 1891) a Vladimíra Jedličku (23. 9. 1896).
Po absolvování vyšší dívčí školy studovala v letech 1904–1909 na Umělecko-průmyslové škole v Praze ve třídě všeobecného a ornamentálního kreslení. Současně chodila na hodiny kresby k Janu Benešovi. Pro její umělecký vývoj byl zásadní odchod do Mnichova, kde do roku 1911 navštěvovala soukromé malířské učiliště Heinricha Knirra. Ve výuce byl kladen důraz na využití výrazových možností barvy, což je patrné na jejích raných obrazech, například Zátiší s porcelánovým králíkem a opicí (kolem roku 1915) nebo Čtenář 1913). Práci s barvou a světlem pak rozvinula na akvarelech vzniklých během několika studijních cest do Itálie v letech 1906 až 1913. Pro zachycení přírody často používala kresby tužkou, v nichž dokázala spojit optickou zkušenost s jejím odrazem v lidské mysli.   Zaujala především jako citlivá krajinářka, ale měla mimořádný smysl i pro figurální a žánrové motivy. Byla výborná portrétistka, často kreslila svou dceru během dětství i dospívání. Těsně před první světovou válkou vytvořila cyklus kreseb i obrazů ze sázavských skláren, jejichž námětem byli sklářští mistři a dělníci při práci v huti.
V roce 1917 pomáhala založit výtvarný odbor Ústředního spolku českých žen (později přejmenovaného na Kruh výtvarných umělkyň). Zúčastnila se jeho první výstavy v Obecním domě v Praze i dalších akcí pořádaných doma i v zahraničí. Členkou Kruhu zůstala až do jeho nucené likvidace v roce 1951.
V červnu 1919 se provdala za malíře Jana Autengrubera, v březnu 1920 se jim narodila dcera Jana (1920–2016). O čtyři měsíce později zemřel Jan Autengruber na zápal plic po prodělané španělské chřipce.

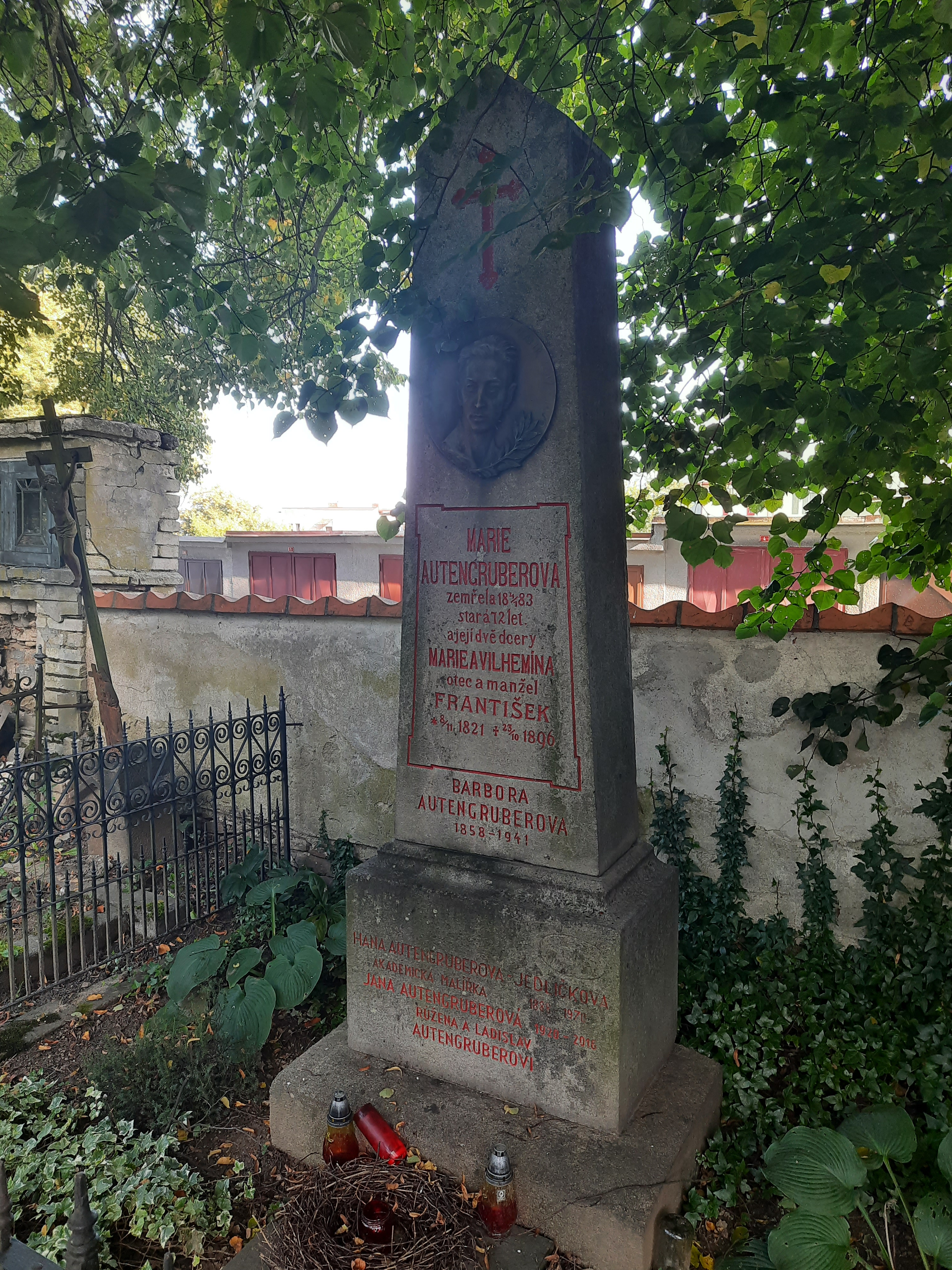
Hrob rodiny Autengruberovy na městském hřbitově v Pacově

V následujících letech se Jana Autengruberová–Jedličková z ekonomických a praktických důvodů se věnovala hlavně plenérové kresbě tužkou nebo perem, akvarelu a příležitostně litografii. Námětem jejích drobných prací na papíře jsou domácí motivy, městské scenérie ( cyklus Zmizelá Praha) a především česká krajina a historická místa. Pro zajištění existence dávala soukromé hodiny kresby a na objednávku vyráběla různé předměty užitého umění (stínidla, koše na noviny, malé oltáře). Věnovala se také užité grafice (ex libris) a knižní ilustraci.
V padesátých letech výtvarně spolupracovala s nakladatelstvím Orbis, které vytisklo její Vánoční omalovánky a sérii pohlednic města Pacova. V roce 1962 vytvořila ilustrace pro osvětovou knihu o zelenině vydanou Státním zdravotnickým nakladatelstvím. V rámci volné tvorby vznikly temperové a olejové obrazy s květinami, ovocem a zeleninou.  
V Praze II bydlela na adrese Palackého 5. Hana Autengruberová-Jedličková zemřela v nemocnici Pod Petřínem v Praze dne 18. února 1970. Pohřbena je společně se svým manželem na hřbitově v Pacově.
V září 2016 byla v na zámku Pacově uspořádána první souborná výstava díla Hany Autengruberové-Jedličkové. Ve sbírkách městského muzea Antonína Sovy se nachází podstatná část malířčina díla i archivních materiálů.

## Dílo

### Výstavy
- Praha: Obecní dům, 1939
- Praha: Galerie Hollar, 1941
- Praha: Pavilon umělecké skupiny Myslbek, 1946
- Rio de Janeiro: 1947
- Olomouc: Dům umění, 1948
- Praha: Dům výtvarného umění, 1951
- Pacov: Městské muzeum Antonína Sovy, 2016

### Práce na papíře (výběr)
1. Uhelný trh – Zmizelá Praha (kolem 1910) 27 cm × 19,5 cm - tuš, barevné tužky, papír [5]
2. Studie stromů: 21 cm × 15 cm
3. Potrhaná oblaka: 22 cm × 16,5 cm
4. Žižkova stezka u Jihlávky: 26,5 cm × 21,5 cm
5. Vesnice soumrak: 25 cm × 20,5 cm
6. Stromy: 26,5 cm × 20 cm
7. Horská vesnice: 25 cm × 20,5 cm
8. Kraj lesa: 26 cm × 20,5 cm
9. Pradleny: uhel, 62,9 cm × 45 cm, 1950
10. Kašovice: tužka, 20,9 cm × 29,6 cm
11. Lípa: tužka

### Obrazy (výběr)
1. Čtenář (bratr Bedřich), (kolem 1913) olej 21,2 × 16,5 cm
2. Záliv (1913), olej 40 ×49,5 cm
3. Kavalírova sklárna (1913) olej 64 ×48 cm
4. Zátiší se zeleninou (1914) olej 47 ×63 cm
5. Lesní cesta (20. léta) olej 21,2 × 26 cm
6. Kytice: Žluté růže olej, 1939
7. Zeleninové zátiší (50. léta) tempera 48 × 64 cm

### Ilustrace
- Zviřátka a děti: obrázky ze života dětí a zvířat, se stručným textem dětských projevů – Autengruberová-Jedličková. 1925
- Oddané srdiečka – napísala Hana Gregorová; obrázky kreslila Autengruberová-Jedličková Hana. Bratislava: Viktor Sekey, 1926

### Jiné
- Seznam prací [výstavy] Zdenky Burghauserové: Svaz českého díla - červenec 1944 – instalační spolupráce Hana Autengruberová. Praha: Svaz českého díla, 1944